# Sinagoga din Curaçao

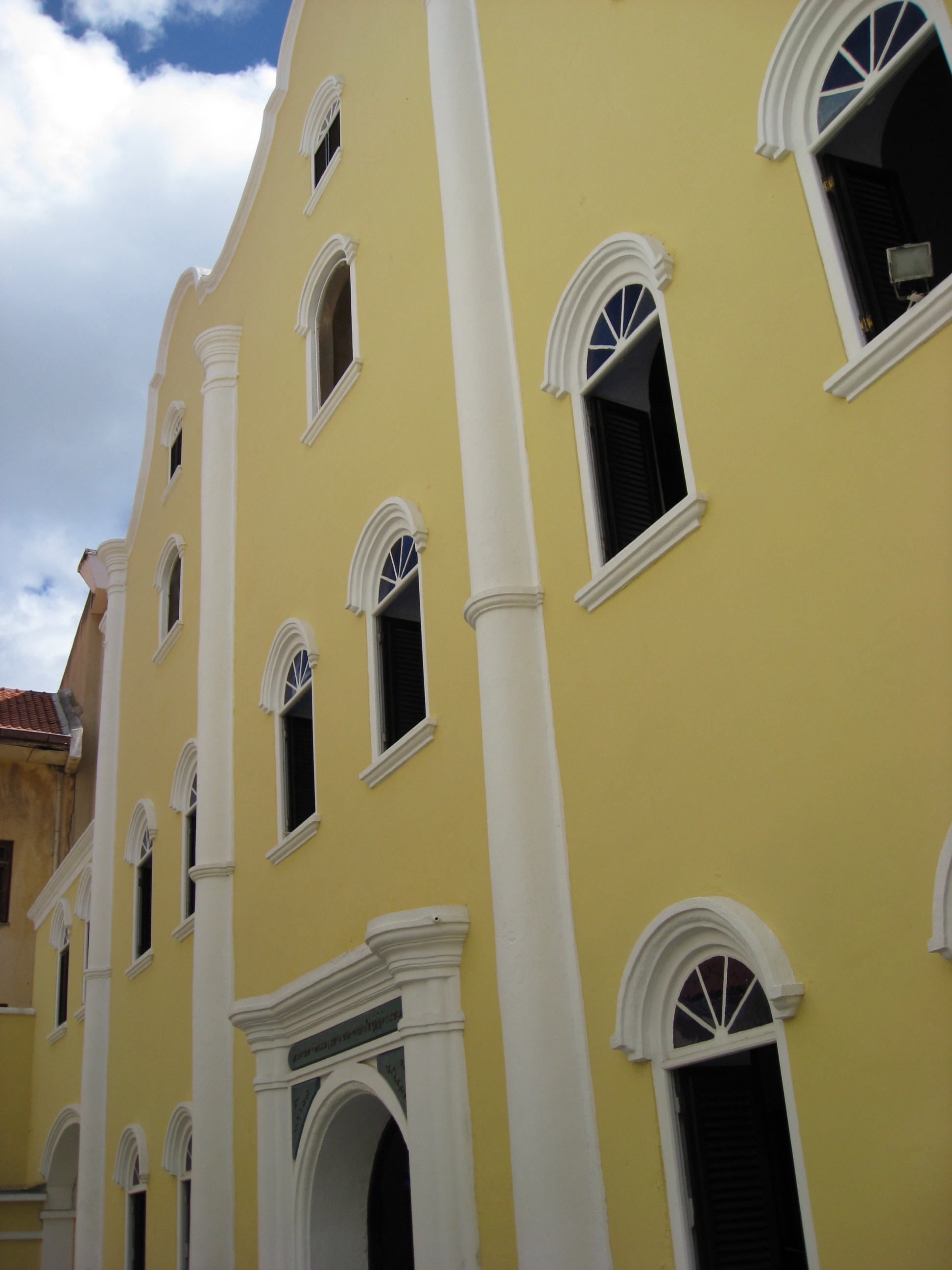
Sinagoga din Curaçao.

Sinagoga din Curaçao (în ebraică בית הכנסת מקווה ישראל-עמנואל) este un lăcaș de cult evreiesc din Willemstad, Curaçao, Olanda. Ea a fost construită și fondată în anul 1730.